# マーティン・ヴァン・ビューレン
マーティン・ヴァン・ビューレン（英語: Martin Van Buren, オランダ語: Maarten Van Buren, 1782年12月5日 - 1862年7月24日）は、アメリカ合衆国の政治家。第10代国務長官、第8代副大統領、第8代大統領を務めた。オールド・キンダーフックの愛称で呼ばれた。政治家としての狡猾さと手腕から友人からは「Little Magician：小さな魔術師」、敵からは「Sly Fox：ずる賢いキツネ」と呼ばれた。独立宣言署名後に生まれた最初の大統領であり、非アングロ・サクソン系初の大統領であり、第一言語が英語ではなかった（オランダ語だった）唯一の大統領。民主党の最初の主宰者でもあった。
ヴァン・ビューレンは再選を逃した3人目の大統領となった。アンドリュー・ジャクソンの国務長官と副大統領を務め、ニューヨーク州におけるジャクソニアン・デモクラシーの組織構造を築き上げたことにおいて重要な人物だった。しかし大統領として彼は経済問題に悩まされ、その任期は1837年の恐慌に翻弄されることになった。さらにアルーストック戦争とキャロライン事件とを通じて、イギリスとその植民地であるカナダとの関係が緊張した。これらが直接彼の執政によるものだった否かは意見が分かれるところだが、いずれにせよヴァン・ビューレンは4年後の1840年の大統領選で敗退することになった。その後1848年の大統領選にも自由土地党の大統領候補として出馬したが、このときは得票数第三位で落選している。

## 生涯

### 生い立ち
ヴァン・ビューレンは、1782年12月5日にニューヨーク州の州都オールバニの25マイル(約40 km)南に位置するキンダーフックの村で、5人兄弟の3番目として生まれた。彼の5世祖父のコーネリスは1631年にオランダから移住した。マーティンの父親エイブラハム・ヴァン・ビューレン（1737年2月17日 - 1817年4月8日）は、農夫であり評判の居酒屋の主人であった。父親は6名の奴隷を所有し、アメリカ独立戦争を支持、後にはジェファソニアン・リパブリカン党に入党した。母親のマリア・ホーズ（1747年2月27日 - 1817年2月16日）は前夫との間に3人の子どもがいた。
ヴァン・ビューレンはキンダーフックの粗末な学校で基本的な教育を受け、その後キンダーフック・アカデミーとワシントン・セミナリーでラテン語を学んだ。彼は作文と話法に優れていた。14歳までに基礎教育を終えると、1796年にキンダーフックの著名な連邦党員の判事であるフランシス・シルベスターのオフィスで法律を学び始める。シルベスターの元で6年を過ごし、見習い期間の最後の一年をウィリアム・ピーター・ヴァン・ネス（1778年 - 1826年）のニューヨークのオフィスで過ごした。1802年に学業を終えると、翌1803年に法曹界入りし、25年にわたって弁護士業を継続した。
ヴァン・ビューレンは1807年2月21日にキャッツキルで幼なじみで遠縁のハンナ・ホーズと結婚した。ヴァン・ビューレンと同じく彼女はオランダ系で、その話し方にはオランダ語のアクセントが残っていた。夫妻は5人の息子と1人の娘をもうけた。エイブラハム（1807年 - 1873年）は士官学校を卒業し軍人となった。ジョン（1810年 - 1866年）はイェール大を卒業し、ニューヨーク州検事総長となる。マーティン・ジュニア（1812年 - 1855年）は父親の秘書を務め、結核により早世するまで父親の論文を編集した。ウィンフィールド・スコット（1814年生、同年死去）は生後間もなく死亡し、スミス・トンプソン（1817年 - 1876年）は父親が大統領職にあった間、特別アシスタントを務めた。彼らの娘は死産であった。12年間の結婚生活の後、ハンナ・ヴァン・ビューレンは結核に罹患し1819年2月5日に35歳で死去した。マーティン・ヴァン・ビューレンはその後決して再婚しなかった。

### 初期の政治経歴
ヴァン・ビューレンは弁護士業で財をなし、政界入りの道を開いた。1800年以降のニューヨーク政界では、選挙においてトーマス・ジェファーソンとフェデラリストが没落し、共和党は3つの党派、ジョージ・クリントン、ロバート・リヴィングストン、アーロン・バーそれぞれの支持者に分裂していた。1799年以後、フェデラリストはこれらのグループの1つあるいは2つの連合によって支配されていた。ヴァン・ビューレンはクリントン支持派と連合し、1808年から1813年までコロンビア郡の代理人を務めた。また、ニューヨーク上訴裁判所の修正法廷のメンバーとして1847年まで務めた。
役人勤めを経て、1812年にニューヨーク州議員、1821年にニューヨーク州選出上院議員を経て1828年にはニューヨーク州知事に就任。同年の大統領選挙でアンドリュー・ジャクソンを強力にバックアップし、その論功行賞で国務長官に就任した。
ジョン・カルフーン副大統領夫人、フローリデ・カルフーンがジョン・ヘンリー・イートン陸軍長官夫人、マーガレット・オニール・イートンを認めることを拒否したペティコート事件においては自分とイートンがまず辞任し、その後に他の全閣僚が辞任するという案を提議して事態の収拾に貢献した。この功績をジャクソン大統領に評価され、彼の後継者に指名されることになった。
1832年に副大統領に指名され、ジャクソンが2期務めて引退すると前任のジャクソンに最も能力が近いということで、民主党の大統領候補として選出された。対抗する国民共和党はイギリスの同名の政党にあやかって「ホイッグ党」と命名したが、ウィリアム・ハリソン、ダニエル・ウェブスター、ヒュー・ホワイトと有力候補を乱立させたのが失敗となり、ヴァン・ビューレンが選挙人170を得て大統領に当選した。

### 大統領職
1837年に大統領に就任したが、同年の大恐慌など、在任中におきた数回の恐慌に対していずれも無策で目立った成果を上げられなかった。また、相当な贅沢好きも災いし人気を落とした。
前任のジャクソン政権下で制定された強制移住法に従い、先住民から武力で土地を奪った。先住民の一族であるチェロキー族を故郷から1000キロ以上離れたオクラハマの原野に追い立てたが、その途上で老人・子供を中心に多くの死者が出たとされている。この施策に対するヴァン・ビューレンの議会における反応は「（移住策は）幸福な結果をもたらしました。チェロキーはいささかのためらいもなく移住した」というものであった。

#### 内閣
| 職名     | 氏名                                 | 任期            |
| -------- | ------------------------------------ | --------------- |
| 大統領   | マーティン・ヴァン・ビューレン       | 1837年 - 1841年 |
| 副大統領 | リチャード・メンター・ジョンソン     | 1837年 - 1841年 |
| 国務長官 | ジョン・フォーサイス                 | 1837年 - 1841年 |
| 財務長官 | レヴィ・ウッドベリー                 | 1837年 - 1841年 |
| 陸軍長官 | ジョエル・ロバーツ・ポインセット     | 1837年 - 1841年 |
| 司法長官 | ベンジャミン・フランクリン・バトラー | 1837年 - 1838年 |
| 司法長官 | フェリックス・グランディ             | 1838年 - 1840年 |
| 司法長官 | ヘンリー・ギルピン                   | 1840年 - 1841年 |
| 郵政長官 | エイモス・ケンドール                 | 1837年 - 1840年 |
| 郵政長官 | ジョン・ミルトン・ナイルズ           | 1840年 - 1841年 |
| 海軍長官 | マーロン・ディカーソン               | 1837年 - 1838年 |
| 海軍長官 | ジェイムズ・ポールディング           | 1838年 - 1841年 |

#### 指名した最高裁判所判事
- ジョン・カトロン - 1837年
- ジョン・マッキンレー - 1838年
- ピーター・ヴィヴィアン・ダニエル - 1842年

### その後
任期の終了後、ヴァン・ビューレンは故郷のキンダーフックへ戻り、ホワイトハウスへの復帰を考えた。彼は1844年の大統領選挙において候補氏名のアドバンテージを持つと考えられた。有名な1844年4月27日の手紙では、率直にテキサス州の併合に反対の意見を示しており、それは後に彼の敗北に寄与することになったのだが、指名を実際に確信するまで公にされなかった。民主党大会でヴァン・ビューレンは投票の多数を獲得したが、規定に定められた3分の2を得票できなかった。8度の投票の後に、ダーク・ホースのジェームズ・ポークが民主党大統領候補の指名を得た。
1848年の大統領選挙では、ヴァン・ビューレンは2つの小政党によって指名された。最初は民主党員の党派によって結党された「バーンバーナー」によって、次に「自由土地党」によってであった。しかしながら選挙人団投票で勝利を得ることはなかった。1860年の選挙ではエイブラハム・リンカーンに反対する選挙人融合を支持した。しかしジェームズ・ブキャナン大統領の南北分裂に対する姿勢を支持できず、最終的にはリンカーンを支援した。
ヴァン・ビューレンは1861年秋に肺炎で寝たきりとなり、1862年7月24日の午前2時にキンダーフックの自宅で気管支喘息と心不全により死去した。遺体はキンダーフック墓地に埋葬された。

## 私生活
同郷のいとこ同士のハンナ・ホーズと1807年に結婚。5人の男子がいた。1819年2月5日にハンナが36歳で結核で死去して以降は独身だった。ホワイトハウスは全く荒れ放題の男所帯だったが、これを見かねた、第4代大統領ジェームズ・マディソンの妻、ドリー・マディソン（第4代アメリカ合衆国のファーストレディ）が長男のエイブラハムにアンジェリカ・シングルトンを紹介した。2人は1838年に結婚し、アンジェリカがホワイトハウスのホステス役を引き受けた。

## 記録
ニューヨーク州生まれの初の大統領である。また、アメリカ合衆国独立後に生まれた初の大統領でもある。
現職の副大統領として臨んだ大統領選で当選を果たした大統領は、このヴァン・ビューレンの後は1988年のジョージ・H・W・ブッシュまで148年間現れなかった。またヴァン・ビューレンは、国務長官・副大統領・大統領の要職を経験した二人しかいない大統領の一人でもある（もう一人はトーマス・ジェファーソン）。身長は5フィート6インチ（約168cm）だった。